# 方福仁
方福仁（1925年—2010年5月29日），浙江东阳人。中华人民共和国编辑。

## 生平
1948年，大学毕业后参加工作，1949年3月入中国共产党。曾任《浙江日报》政法版的负责人。1978年，到浙江人民出版社工作，后任浙江人民出版社社长。1979年，负责《汉语大辞典》浙江编纂组工作。1983年，浙江古籍出版社成立后，任浙江古籍出版社社长、总编辑，同年6月被评为编审。1989年4月，离休。2010年5月29日去世。